# EMedicine

eMedicine — бесплатная база знаний актуальной и рецензируемой медицинской информации.
Основана в 1996 доктором Скотом Планцем.
Состоит из описаний примерно 6500 заболеваний, составленных экспертными группами.
Является бесплатной альтернативой другим медицинским базам данных, таким как UpToDate. Для доступа к информации требует регистрации.

## Структура
В тематических разделах описывается около 6500 заболеваний и патологических состояний, покрывающих практически все области клинической медицины.
Публикуются материалы по 59 медицинским специальностям.
Все публикации проходят 4 уровня рецензирования и дополнительный фармацевтический обзор.
Примерно 10000 врачей, авторов и редакторов со всего мира участвуют в составлении содержания базы.
Все статьи регулярно обновляются с использованием специально разработанной для eMedicine системы управления сайтом.
Аудитория eMedicine составляет читателей из приблизительно 120 стран мира.
Каждая статья написана сертифицированными специалистами по специальности, к которой относится статья, и проходит три уровня рецензирования врачом, а также рецензирование доктором фармацевтических наук. Авторы статьи идентифицируются с их текущими назначениями преподавателей. Обновления опубликованных материалов происходят регулярно по мере появления новых данных.
В каждом разделе указана дата последней модификации статьи.
В исследовании 2005 года, в котором приняли участие 114 сайтов, eMedicine был признан вторым по величине источником информации в Интернете по детской нейроонкологии после сайта Национального института. 

## Корпоративная информация
В январе 2006 eMedicine была продана WebMD.
Головной офис eMedicine расположен в Омахе, штат Небраска.
Офис корпорации расположен в Нью-Йорке.